# Medyna (miasto)
Medyna (arab. المدينة, Al-Madīna; z arab. Madinat an-Nabi = 'miasto proroka') – miasto w północno-zachodniej Arabii Saudyjskiej, siedziba administracyjna prowincji Medyna. W 2010 roku liczyło ok. 1,1 mln mieszkańców. W Medynie znajdują się groby, w których według tradycji pochowano Mahometa oraz jego córkę Fatimę.

## Historia
W czasach przed Hidżrą Mahometa Medyna była znana pod inną nazwą - Jatrib (arabski:يَثْرِب). Według tradycji w 622 roku w Medynie schronił się Mahomet po opuszczeniu Mekki (stąd obecna nazwa Madinat al-Nabi – miasto proroka). Medyna stała się drugim po Mekce świętym miejscem islamu. Do 661 roku Medyna była stolicą kalifatu arabskiego. Później miastem rządzili emirowie zależni od kalifów, a następnie od sułtanów tureckich. W 1804 roku władzę nad miastem objęli wahhabici. Podczas panowania Husajna Ibn Alego (lata 1916–1924) Medynę przyłączono do Arabii Saudyjskiej. W 1961 roku w Medynie otworzono uniwersytet.

## Gospodarka
Co roku Medynę odwiedza ok. 2 mln pielgrzymów. Miasto jest ośrodkiem handlu i rzemiosła (produkuje dywaniki modlitewne, odzież, tkaniny). W Medynie rozwinął się również przemysł spożywczy. Miasto jest połączone szosą samochodową z Rijadem, Janbu i Jordanią, a autostradą z Dżuddą. W Medynie znajduje się międzynarodowy port lotniczy.